# Falconara Marittima
Falconara Marittima es una localidad y comune italiana de la provincia de Ancona, región de las Marcas, con 27 879 habitantes.

## Evolución demográfica
| Gráfica de evolución demográfica de Falconara Marittima entre 1861 y 2001 |
|                                                                           |
| Fuente ISTAT - elaboración gráfica de Wikipedia                           |